# Radiolitidae
Radiolitidae je porodica rudista.

## Taksonomija
Porodica Radiolitidae uključuje iduće taksone:
- Agriopleura Kühn 1832.
- Apulites Tavani 1958.
- Archaeoradiolites Fenerci-Masse, Arias & Vilas, 2006.
- Auroradiolites Rao, Skelton, Sha, Cai & Iba, 2015.
- Biradiolites d'Orbigny 1850.
- Bournonia P. Fischer 1887.
- Bystrickya Lupu 1976.
- Chiapasella Müllerried 1931.
- Colveraia Klinghardt 1921.
- Contraspira Mitchell 2009.
- Darendeella Karacabey-Oztemür 1976.
- Distefanella Parona 1900.
- Dubertretia Cox 1965.
- Duranddelgaia Patrulius, 1974.
- Durania Douvillé 1908.
- Eoradiolites Douvillé 1909.
- Fundinia Sladić-Trifunović & Pejović 1977.
- Glabrobournonia Morris & Skelton 1995.
- Gorjanovicia Polšak 1967.
- Hacobjanella Atabekjan 1976.
- Hardaghia Tavani, 1949.
- Hatayia Karacabey-Öztemür & Selçuk, 1983.
- Horehronia Andrusov 1976.
- Huasteca Pons, Vicens, Oviedo, Aguilar, García-Barrera & Alencáster, 2013.
- Jerinella Pejović 1988.
- Joufia Boehm 1897.
- Katzeria Slišković 1966.
- Lapeirousella Milovanović 1938.
- Lapeirousia Bayle 1878.
- Laskarevia Milovanović 1984.
- Macgillavryia Rojas, Iturralde-Vinent & Skelton, 1996.
- Maghrebites Pons 2012.
- Medeela Parona, 1924.
- Milovanovicia Polšak 1967.
- Monopilarites Philip & Platel 1998.
- Neoradiolites Milovanović 1937.
- Orestella Lupu 1982.
- Osculigera Kühn 1933.
- Parabournonia Douvillé 1927.
- Paronaites Pons, Vicens & Tarlao 2011.
- Paronella Wiontzek 1934.
- Petkovicia Kühn & Pejović 1959.
- Polsakia Slišković 1982.
- Potosites Pons, Vicens, Pichardo, Aguilar, Oviedo, Alencáster & García-Barrera, 2010.
- Praelapeirousia Wiontzek 1934.
- Praeradiolites Douvillé 1903.
- Pseudopolyconites Milovanović 1935.
- Pseudosabinia Morris & Skelton 1995.
- Radiolitella Douvillé 1904.
- Radiolites Lamarck 1801.
- Robertella Cossmann 1903.
- Rosellia Pons 1977.
- Sauvagesia Bayle 1886.
- Sphaerulites Lamarck 1819.
- Tampsia Stephenson 1922.
- Tekirdagia Özdikmen 2010.
- Thyrastylon Chubb 1956.
- Trechmannites Pons, Vicens, Oviedo, Aguilar, García-Barrera & Alencáster, 2013.
- Vautrinia Milovanović 1938.

## Galerija
- Hippurites atheniensis
- Nepoznata vrsta roda Vaccinites
- Nepoznata vrsta roda Radiolites